# Parachernes gracilimanus
Espèce
Parachernes gracilimanus est une espèce de pseudoscorpions de la famille des Chernetidae.

## Distribution
Cette espèce est endémique de la province de Napo en Équateur. Elle se rencontre vers Cuyabeno.

## Publication originale
- Mahnert, 1986 : Parachernes gracilimanus n. sp., espece nouvelle de pseudoscorpion (Arachnida, Chernetidae) de l'Equateur. Revue Suisse de Zoologie, vol. 93, no 3, p. 813-816 (texte intégral).